# 性別盲

紫色圓圈是性別中立的象徵。源自於兩種性別符號混合在一起的顏色，沒有區分性別符號中所使用的十字或箭頭(♂和♀)。

性别盲（英語：Gender-blind）是忽略性別作為人與人之間互動的重要因素的實踐。性別盲的人通常主張社會中的性別中立，例如所開展的活動和提供的服務，而不考慮參與者的性別。那些性別認同為泛性別的人也可能將自己稱為「性別盲」。然而，泛性戀強調性取向中的性別盲目性。
性别盲也可以指不懂性別知識的人，以及觀點或社會制度沒有考量男女因性別不同導致所處環境的不同。

## 另請參閱
- 全女候選人名單
- 色盲(種族)
- 机会平等
- 性別中立
- 中性語言
- 非二元性別
- 後性別主義
- 第三性別